# Nýdek
Nýdek är en ort i Tjeckien. Den ligger i den östra delen av landet, 300 km öster om huvudstaden Prag. Nýdek ligger 401 meter över havet och antalet invånare är 1 934.
Terrängen runt Nýdek är kuperad. Runt Nýdek är det ganska tätbefolkat, med 108 invånare per kvadratkilometer. Närmaste större samhälle är Třinec, 6,6 km väster om Nýdek. I omgivningarna runt Nýdek växer i huvudsak blandskog.